# زیردریایی یو-۲۶۷
زیردریایی یو-۲۶۷ (به انگلیسی: German submarine U-267) یک زیردریایی بود که طول آن ۶۷٫۱ متر (۲۲۰ فوت ۲ اینچ) بود. این زیردریایی در سال ۱۹۴۲ ساخته شد.